# Alimerka
Alimerka es una compañía española de distribución con sede en Lugo de Llanera, en la zona central del Principado de Asturias (España). 
Alimerka se encuentra en la posición 18 del ranking del sector Comercio al por menor en establecimientos no especializados, con predominio en productos alimenticios, bebidas y tabaco, con una facturación de 580.387.000 € en el 2015. En cuanto al ranking de empresas españolas se sitúa en el puesto 271.

## Grupo empresarial
La empresa cuenta, además, con tres filiales propias para impulsar el trabajo en la zona y asegurar la calidad de sus productos. Una es Codefrut, fundada en 1993 y encargada del sector hortofrutícola; otra es Masas Congeladas, fundada en 1997 para llevar el sector de la panadería y la bollería; y la última es Solagronor, fundada en 2017, la cual posee un cebadero en Villaviciosa para potenciar la IGP Ternera Asturiana. A su vez, posee una flota de camiones propios entre los cuales veinte están propulsados por gas natural licuado (GNL), lo que ayuda a reducir la emisión de gases contaminantes en un 30%.

## Historia
La empresa fue fundada por el empresario Luis Noé Fernández, nacido en La Mata (Grado). Abrió su primer supermercado en la calle Sargento Provisional de Oviedo, en marzo de 1987, contando con tan solo 14 trabajadores. A partir de entonces inició una serie de compras de otras cadenas de supermercados (El Monte, La Masera y Trébol) que, junto a la apertura de nuevos establecimientos, dieron como resultado la actual Alimerka. A día de hoy el grupo posee más de 150
supermercados distribuidos entre las comunidades autónomas de Asturias, Castilla y León y Galicia y da empleo a unas 5.900 personas, siendo así, la empresa privada que más empleo crea en Asturias y la séptima con mayor facturación.